# Heiko Maas
Heiko Josef Maas (pronunciado /ˈhaɪkoː ˈjoːzɛf ˈmaːs/) (Saarlouis, Sarre, Alemania, 19 de setiembre de 1966) es un político alemán, miembro del Partido Socialdemócrata de Alemania. Desde el 17 de diciembre de 2013 hasta el 14 de marzo de 2018 se desempeñó como Ministro Federal de Justicia y Protección al Consumidor en el Tercer Gabinete Merkel. El 14 de marzo de 2018 asumió como Ministro de Asuntos Exteriores en el Cuarto Gabinete Merkel.
Maas es el séptimo ministro de Relaciones Exteriores de Alemania después de la reunificación del país en 1990.

## Biografía
Heiko Maas nació en Saarlouis, el mayor de tres hijos de un soldado profesional y una costurera en una familia católica de clase media. Creció como católico, fue monaguillo y estuvo involucrado en la juventud católica durante varios años. Según su propia declaración, muchos de los valores que aprendió allí se reflejan en su vida política. Estudió derecho en la Universidad del Sarre. Después del servicio militar, trabajó durante un año como asistente de producción en las plantas de Ford en Saarlouis. En 1989 comenzó a estudiar derecho en la Universidad del Sarre.

## Trayectoria profesional

### Cuarto Gabinete Merkel
Maas es el cuarto ministro de Exteriores de Merkel, tras su correligionario Frank-Walter Steinmeier -en la primera y tercera legislatura de la canciller-, el liberal Guido Westerwelle -en el segundo mandato- y, finalmente, Sigmar Gabriel.

#### Unión Europea
La Presidencia alemana del Consejo de la Unión Europea (UE) en el segundo semestre de 2020 está enmarcada dentro del sistema de administración rotativo de dicha institución. Como es habitual aunque el jefe de gobierno de Alemania es Angela Merkel, será el ministro Federal de Relaciones Exteriores quien oficie como presidente del Consejo de la Unión Europea.
Maas manifestó que Alemania quiere trabajar para una Europa Fuerte, soberana y social. Esto podría incluir la finalización del presupuesto de siete años de la UE y el curso de las futuras relaciones con los británicos tras la Salida del Reino Unido de la Unión Europea en enero de 2020.
Será la primera presidencia después del estallido de la pandemia de enfermedad por coronavirus de 2020 en Europa. Alemania tendrá que actuar como administrador de crisis en el Consejo a partir de julio. La tarea principal para los negociadores alemanes es mediar entre diferentes intereses. Cuanto menor sea el alcance de las diferentes negociaciones, más fácil será el proceso de ratificación de la UE, porque mientras las competencias de los Estados miembros no se vean afectadas, solo se requiere el consentimiento del Consejo y del Parlamento Europeo.
Según Maas, la UE debe ajustar sus objetivos climáticos para 2030 y formularlos de manera más ambiciosa; “El Pacto Verde Europeo no debe ser una promesa vacía!”.